# Bangerz
A Bangerz Miley Cyrus amerikai énekesnő-színésznő negyedik stúdióalbuma, amely 2013. szeptember 30-án jelent meg az RCA Records gondozásában. Az album az első helyen debütált a Billboard 200-as listán, és az első héten több, mint 1 millió példányban kelt el. Az Egyesült Államokban több, mint 5 millió példányt adtak el belőle. 

## Kislemezek
Az album vezető kislemeze, a We Can’t Stop 2013. június 3-án jelent meg, melynek videóklipje megdöntötte a 100 milliós nézettséghatárt a YouTube videómegosztó oldalon. Augusztus 25-én jelent meg a második kislemez, a Wrecking Ball, amely a Billboard Hot 100-as slágerlistán az első helyen debütált. 
Szeptember 9-én a dalhoz érkezett egy videóklip is, amely sokakat megbotránkoztatott szexuálisan túlfűtött tartalma miatt. Cyrus ezzel a videóval szerette volna tudatni, hogy ő már nem az a lány, akit a közönség a Hannah Montana című sorozatban ismerhetett meg. A dal klipjét csak az első napon 26 millióan tekintették meg, így Cyrus VEVO rekordot döntött. 
A Wrecking Ball videójának csupán 4 napra volt szüksége ahhoz, hogy elérje a 100 milliós megtekintést, ezzel megdöntve az előző csúcstartó videója, a We Can’t Stop rekordját. A Wrecking Ball videóját 2021-re már több, mint 1 milliárdszor nézték meg.
Az albumról harmadik kislemezként az Adore You jelent meg 2013. december 17-én. 
Miley december 26-án szerette volna meglepni rajongóit a videóklippel, de az 1 nappal korábban kiszivárgott az internetre. Emiatt nem is sikerült december 26-án rekordot döntenie, mivel csak 11 millióan tekintették meg az első nap.